# De sju mot Thebe
De sju mot Thebe är en tragedi av Aischylos.
De sju mot Thebe är en av Aischylos tidiga dramer och utmärks av körens dominerande roll och en brist på handling på scenen. Istället berättas historien främst genom körsång och budbärare.
Handlingen är tagen från myten om Oidipus söner Eteokles och Polyneikes och deras strid om makten i Thebe efter Oidipus fall. Ett fälttåg företogs mot Thebe av sju furstar ledda av Adrastos för att återinsätta Polyneikes på tronen. Angreppet mot Thebe blev tillbakaslaget och furstarna med undantag av Adrastos dödades. Staden blev en generation senare erövrad av samma furstars söner, epigonernas fälttåg.
Andra pjäser på samma tema är Sofokles Antigone och Euripides De fenikiska kvinnorna.
De sju mot Thebe är:
1. Adrastos
2. Amfiaraos
3. Kapaneus
4. Hippomedon
5. Parthenopeus
6. Polyneikes
7. Tydeus